# Nogaj
Nogaj (ur. ?  – zm. 1299) –  wódz Złotej Ordy.
Pomimo że był prawnukiem Dżocziego, Nogaj formalnie piastował tylko stanowisko dowódcy tümenu (tümen begi) i sprawował władzę nad częścią Złotej Ordy rozciągającą się na zachód od Donu. Wyróżnił się w kampaniach przeciwko Ilchanidom na początku lat sześćdziesiątych zaś w roku 1264 poprowadził wojska Złotej Ordy i Bułgarów przeciwko Bizancjum, które wcześniej sprzymierzyło się z Hulegu (1256–1265). Później cesarz Michał VIII (1259–1281) zawarł jednak sojusz z Nogajem, któremu w roku 1272 oddał za żonę swoją nieślubną córkę Eufrozynę. Odtąd Mongołowie Nogaja regularnie najeżdżali Bułgarię jako sojusznicy Bizancjum, by w końcu zmusić cara Jerzego Tertera (1280–1292) do uznania zwierzchności chana i oddania synowi Nogaja, Dżöge (1299–1300) (bułg. Czaka), swojej córki za żonę. Jednocześnie syn cara Teodor Swetosław (1300–1324) został zakładnikiem na dworze Nogaja. Nogaj rozciągnął swoją władzę także na pomniejszych bułgarskich dynastów panujących w Widyniu i Braniczewie. Zwierzchnictwo mongolskie w roku 1291 przyjął również król Serbii Stefan Urosz Milutin (1281–1321), oddając swojego syna Stefana Urosza Deczańskiego (1321–1331) Nogajowi za zakładnika.
Töde Mengü (1280–1287) po swoim nawróceniu się na islam oddał się głównie praktykom religijnym, lekceważąc sprawy państwa. W tej sytuacji Nogaj i Kuniczi (ok. 1277–ok. 1299), chan Niebieskiej Ordy, stali się faktycznie współrządzącymi chanami. Gdy ta trójka w roku 1283/1284 zdecydowała o odesłaniu Kubiłajowi (1260–1294) jego syna Nomukana, stosunki pomiędzy nim a Dżoczydami uległy poprawie. Brak jednolitej władzy w Ordzie rychło dał o sobie znać w jej relacjach z ruskimi książętami. Töde Mengü i Nogaj nie mogli porozumieć się co do tego, który z synów Aleksandra Newskiego, Dymitr (1276–1294) czy Andrzej (1281–1304), ma zostać wielkim księciem. W rezultacie "cztery razy pomiędzy rokiem 1281 a 1293 armie chana plądrowały Ruś Włodzimiersko-Suzdalską w imieniu Andrzeja, podczas gdy armie Nogaja wspierały Dymitra". 
W roku 1285 Nogaj najechał Węgry, zaś w roku 1287 Polskę. W obu wyprawach brał udział blisko współpracujący z Nogajem bratanek Töde Mengü, Töle Bugha (1287–1291). W roku 1287 czterej bratankowie Töde Mengü zmusili go do abdykacji i najstarszy z nich, Töle Bugha, został chanem. Pomimo że Nogaj walnie przyczynił się do zdobycia władzy przez Töle Bughę, szybko doszło pomiędzy nimi do konfliktu. Nowy chan w roku 1288 odnowił wojnę z Ilchanidami, natomiast skoncentrowany na ekspansji na Zachód Nogaj był przeciwny walce z potomkami Tołuja. Jeszcze w tym samym roku zawarł on przymierze z ilchanem Arghunem (1284–1291). W roku 1291 Nogaj poparł syna Mengü Temüra Toktę (1291–1312) przeciwko Töle Budze, który został zamordowany.
Tokta jeszcze poszerzył domenę Nogaja, oddając mu władzę nad Krymem. Jednocześnie próbował jednak odbudować autorytet chańskiej władzy i szybko stosunki pomiędzy nim a Nogajem pogorszyły się, na co wpływ miał także osobisty konflikt pomiędzy tym ostatnim a głównym doradcą Tokty, Seldżi'udejem. W roku 1296 Nogaj zaczął szukać sojuszu z Ilchanidami przeciwko Tokcie, zaś w roku 1296/1297 przyjął tytuł chana, co ostatecznie doprowadziło do wybuchu wojny domowej. W roku 1299 Tokta pokonał i zabił Nogaja, jednocząc tym samym prawe skrzydło Złotej Ordy. Syn Nogaja, Dżöge, uciekł do Bułgarii, gdzie obwołano go carem. W następnym roku Tokta najechał jednak Bułgarię i Dżöge zginął zamordowany przez swojego szwagra, Teodora Swetosława, który uznał władzę chana. 
W ciągu czterech dziesięcioleci Nogaj "odgrywał tak wielką rolę w życiu politycznym Złotej Ordy, że władcy cudzoziemscy brali go za chana, wysyłali doń poselstwa i hojne podarki, przyjmowali jego posłów jak posłów królewskich itd.".
"Po śmierci Nogaja Złota Orda nigdy więcej nie zdobyła wpływów, które on posiadał na Bałkanach, w Bułgarii i Cesarstwie Bizantyńskim".